# Acrotrichis insularis
Acrotrichis insularis är en skalbaggsart som först beskrevs av Mäklin 1852.  Acrotrichis insularis ingår i släktet Acrotrichis, och familjen fjädervingar. Arten är reproducerande i Sverige.

## Bildgalleri

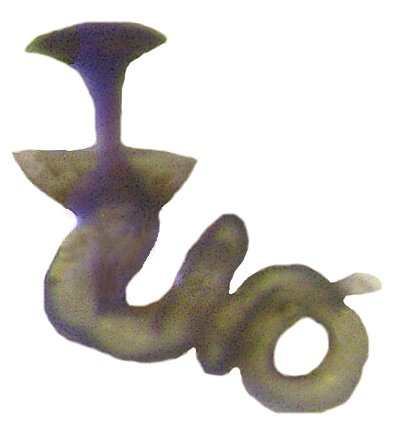
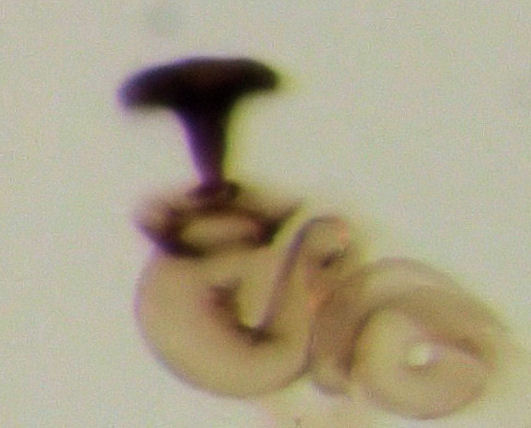
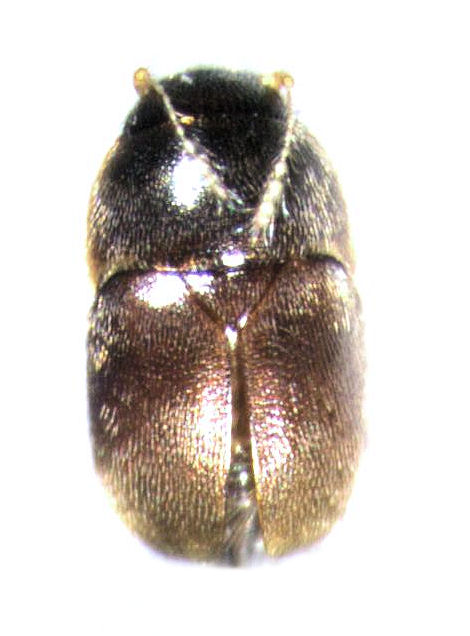